# Pedro Fraga
Pour les articles homonymes, voir Fraga (homonymie).
Pedro Diogo Rosas Cardoso Fraga, né le 27 janvier 1983 à Paranhos, est un rameur portugais.

## Biographie
Il forme avec Nuno Mendes (rameur) une paire efficace dans la catégorie deux de couple poids légers. Ils ont fini à la 8e place aux Jeux olympiques d'été de 2008 à Pékin. En 2010, 2011 et 2012, ils sont médaillés aux Championnats d'Europe d'aviron (médaille d'argent en 2010 et 2012, médaille de bronze en 2011).  En 2012, de nouveau qualifié pour les Jeux olympiques, à Londres, ils se qualifient pour la finale grâce à une brillante remontée lors de leur demi-finale.
Le 28 janvier 2013, il remporte la finale des Championnats d'Europe en salle, en parcourant les 2 000 mètres en 06:11:02.

Le 23 juin 2013, il remporte la médaille d'or en LM1x à la Coupe du Monde qui avait lieu à Eton Dorney (Angleterre).
Il est médaillé d'argent en skiff poids légers aux Jeux méditerranéens de 2018.

## Palmarès

### Championnats d'Europe d'aviron
- Championnats d'Europe d'aviron 2010 à Montemor-o-Velho,  Portugal
  -  Médaille d'argent en deux de couple poids légers.
- Championnats d'Europe d'aviron 2011 à Plovdiv,  Bulgarie
  -  Médaille de bronze en deux de couple poids légers.
- Championnats d'Europe d'aviron 2012 à Varèse,  Italie
  -  Médaille d'argent en deux de couple poids légers.